# Шань-шуй
Шань-шуй (кит. 山水, дословно — «гора-воды») — традиционные китайские пейзажные композиции с изображением гор и воды, сакральных элементов, символизирующих мужское и женское начало инь-ян. Для рисунка используются минеральные краски или чёрная тушь; изображения сопровождаются каллиграфическими надписями.
Жанр сложился в начале нашей эры, высочайший его расцвет — X—XIII века (художники Го Си, Ли Тан, Ма Юань).